# Dinastia Awan
Dinastia Awan (sumeriană: 𒈗𒂊𒉈𒀀𒉿𒀭𒆠 Lugal-e-ne un-wa-un ki, "Regii din Awan") a fost prima dinastie a Elamului. Dinastia corespunde părții timpurii a perioadei vechi elamite (datată c.2700 - c. 1600 î.Hr.), a fost succedată de dinastia Shimashki (2200-1900 î.Hr.) și mai târziu de dinastia Sukkalmah. Awan era un oraș-stat sau posibil o regiune din Elam a cărei locație precisă nu este sigură, dar s-a presupus că este la nord de Susa, în sudul Luristanului, aproape de Dezful sau Godin Tepe. 
Regii dinastiei Awan:
- Peli

- Tata

- Ukku-Tanhish

- Hishutash

- Shushun-Tarana

- Napi-Ilhush

- Kikku-Siwe-Temti

- Luhi-ishshan (contemporan cu Sargon din Akkad)

- Hishep-Ratep

- Helu

- Khita

- Puzur-Inshushinak, (contemporan cu Ur-Nammu).

Guvernatori elamiți din Susa sub conducerea akkadiană:
- Sanam-Shimut (până în 2325 î.Hr.)

- Zinuba (până în 2315 î.Hr.)

- Epirmupi (din c. 2315 î.Hr.)

- Lamgium (contemporan cu Manishtusu, regele Akkadului)

- Eshpum (contemporan cu Manishtusu, regele Akkadului)

- Uba (contemporan cu Manishtusu, regele Akkadului)

- Enammuna (contemporan cu Naram-Sin, regele Akkadului)

- Ur-Ili-Adad

- Ilishmani

- Shinpi-hish-huk

- Kutik-Inshushinak